# Jean-Marc Connerotte
Jean-Marc Connerotte, né en 1948 à Neufchâteau en Belgique, est un juge d'instruction belge, connu pour son rôle dans l'affaire Dutroux.

## Biographie
En 1979, il entre au barreau de Tournai.
En 1994, lors de l'enquête sur l'assassinat d'André Cools, il est dessaisi de l'instruction.
Le 14 octobre 1996, il est dessaisi par la cour de cassation, pour avoir assisté à un « souper spaghettis » de soutien aux victimes de Marc Dutroux, soirée ayant eu lieu le 21 septembre. Son dessaisissement par Éliane Liekendael provoque une polémique médiatique en raison de l'affaire Dutroux, qui avait ému la Belgique. La marche blanche a lieu peu de temps après.

## Thèses
Selon Connerotte, la protection rapprochée dont il fit l'objet lors de l'affaire Dutroux, sous le prétexte qu'un « contrat » (d'assassinat) était sur lui, n'était présente que pour le surveiller et le mettre sous pression ; il en donne pour preuve qu'au moment de son dessaisissement, la protection fut levée.
Il affirme que sa tentative de perquisition de l'ancienne Brigade de surveillance et de recherche pour rechercher des éléments sur Michel Nihoul s'est heurtée à des réticences.
Connerotte se dit convaincu de l'implication de Michel Nihoul dans l'enlèvement de Laetitia Delhez, jusqu'à être le cerveau de l'opération.